# Онищенко Борис Григорович
Бори́с Григо́рович Они́щенко (*19 вересня 1937, с. Березняки, УРСР), — олімпійський чемпіон та чемпіон світу з сучасного п'ятиборства. Дискваліфікований за маніпуляцію шпаги під час олімпійських ігор у Монреалі 1976 року.

## Біографія
Народився 19 вересня 1937 року в с. Березняки Покровськобагачанського району Харківської області Української РСР (нині — Лубенського району Полтавської області України). Закінчив Березняківську середню школу.
З 1955 починає займатися плаванням. В 1956 році став чемпіоном Полтавської області.
В 1960 закінчив Київський державний інститут фізичної культури.
Після закінчення працює тренером з водних видів в ДТСААФі. За три роки досяг високих результатів у плаванні, став майстром спорту СРСР, був кандидатом у збірну СРСР, але несподівано для всіх «перекваліфікувався» на морського багатоборця. Пізніше готує розрядників в «Авангарді» і незабаром переходить до «Динамо». За короткий строк виконує норматив майстра спорту, двічі виграє золоту медаль чемпіона СРСР, перемагає у великих міжнародних турнірах і… знову міняє вид спорту.
Починаючи з 1964 р. по 1976 р. входив до основного складу збірної команди СРСР з сучасного п'ятиборства.
У 1976 р. був дискваліфікований з Олімпійських ігор.

## Спортивні досягнення
- Чемпіон Олімпійських ігор 1972 р. (26.08.-11.09.1972, Мюнхен, ФРН) в командному заліку і срібний призер — в особистому.
- Срібний призер Олімпійських ігор 1968 р. (12.10-27.10.1968, Мехико, Мексика) в командному заліку. На Олімпійських іграх 1976 р. (17.07-1.08.1976, Монреаль, Канада) був дискваліфікований за неспортивну поведінку.
- Чемпіон світу 1971 у особистому заліку, 1969, 1971, 1973, 1974 в командному.
- Срібний призер Чемпіонату світу 1969,
- бронзовий призер Чемпіонату світу 1970, 1973, 1974 в особистому заліку.
- Чемпіон світу 1969, 1970. (?)

## Урядові нагороди
Указом від 5 жовтня 1972 р. нагороджений орденом Трудового Червоного прапора.
Нині проживає у м. Києві.
1. ↑  Журило, Л. В. (2022). Онищенко Борис Григорович. Енциклопедія Сучасної України (укр.). Процитовано 10 січня 2025.